# Liga de Emancipación del Pueblo Japonés
La Liga de Emancipación del Pueblo Japonés (日本人民解放連盟, Nippon Jinmin Kaihō Renmei) fue una organización de resistencia japonesa que funcionó en la China comunista durante la segunda guerra sino-japonesa y la Segunda Guerra Mundial.
En 1944, la Liga de Emancipación del Pueblo Japonés se estableció en Yan'an por sugerencia de Sanzo Nosaka. La Liga estaba compuesta por japoneses que se habían rendido voluntariamente a los comunistas chinos y por refugiados antifascistas. Mao Zedong, Zhu De, Nosaka (bajo el nombre de Susumu Okano) y otros líderes del PCCh participaron en la asamblea inaugural de la Liga. Zhu De llamó a la fundación de la Liga el punto de partida de una nueva relación chino-japonesa, y predijo que cuando la lucha de la Liga resultara en el establecimiento de un "gobierno popular" en Japón, China y Japón se volverían "genuinamente cordiales y amigos recíprocos". La Liga de Emancipación del Pueblo Japonés absorbió la Liga Japonesa Contra la Guerra, menos efectiva en numerosos lugares. La Liga de Emancipación del Pueblo Japonés tuvo unidad en la provincia de Shangtung.
Los prisioneros japoneses tuvieron la opción de permanecer en la región fronteriza o regresar a sus líneas. Si permanecían, estaban invitados a unirse a la Liga. Aquellos que optaron por regresar a sus propias filas recibieron fiestas de despedida y se les proporcionaron gastos de viaje y guías. De los aproximadamente 3.000 desertores o prisioneros tomados por los comunistas chinos desde el comienzo de la guerra hasta mediados de 1944, solo alrededor de 325 habían decidido permanecer con el 8.º Ejército de Ruta. La Liga tenía un programa de tres puntos: "oposición a la guerra, derrocamiento de los militaristas y el establecimiento de un gobierno democrático y popular en el Japón de la posguerra". La Liga fue diseñada principalmente para influir en el carácter del desarrollo de la posguerra de Japón y estaba abierta a comunistas, no comunistas y anticomunistas. Lo que se requería para ser miembro era "un acuerdo con el programa básico que abogaba por el fin de la guerra, el derrocamiento de los militaristas y el establecimiento de un Japón democrático con mejores condiciones para los campesinos, trabajadores industriales y pequeños empresarios". No los llamaron prisioneros después de unirse a la Liga. El 12 de julio de 1944, se informó que algunos miembros de la liga ya estaban sirviendo en uniforme con el 8.º Ejército de Ruta como personal de guerra psicológica e instructores en métodos de guerra japoneses.
La Liga no aspiraba a convertirse en un futuro gobierno, sino que simplemente pretendía ser el órgano de aquellos japoneses que se oponían a las ambiciones de la casta militar. Los lemas de la Liga no exigían la caída del Emperador y no atacaban a los fideicomisos de Mitsui y Mitsubishi, sino que exigían el cese inmediato de la guerra y la retirada de las tropas japonesas de todos los territorios ocupados, incluido Manchukuo, y el establecimiento de un gobierno democrático. Con respecto a la ocupación aliada de Japón, la Liga esperaba que el pueblo japonés la hiciera innecesaria destruyendo primero el militarismo, pero la favorecería si la gente no hacía el trabajo sin ayuda.
La Liga de Emancipación del Pueblo Japonés tuvo una influencia creciente entre los ejércitos y residentes japoneses en la China ocupada, y en grupos antimilitaristas en Japón. Según Okano, "la política de la liga es dividir a las clases dominantes de Japón concentrando toda la propaganda contra los militaristas, en lugar de unir a los gobernantes por agitación prematura contra el Emperador, que puede ser tratado fácilmente cuando los militaristas son derrotados por dentro y por fuera. Más allá de eso, el único objetivo de la Liga y el Partido Comunista Japonés es la democracia, ya que Japón no está maduro para una revolución comunista. La fuerza intencional de nuestro partido sigue siendo grande, a pesar de la represión".
John K. Emmerson declaró que los principios declarados de la Liga eran democráticos y que no estaban identificados con el Partido Comunista. Sin embargo, la Liga se caracterizaría por el Comité de Asuntos Exteriores de la Cámara de los Estados Unidos como organización comunista.
Un artículo de la revista Life, publicado el 18 de diciembre de 1944, titulado "Dentro de la China Roja desde Yenan, remoto e inaccesible, cuenta una historia de resistencia comunista contra japoneses despiadados por Teddy White", informó que la Liga de Emancipación del Pueblo Japonés había contado con más de 300 miembros activos. John K. Emmerson informó el 7 de noviembre de 1944 que la Liga tenía una membresía estimada de 450 prisioneros japoneses en el norte y centro de China.
El ejército japonés presuntamente envió media docena de asesinos al área de Yenan para envenenar a Okano e interrumpir las actividades de la Liga. Seis miembros fueron acusados de ser comisionados por el servicio secreto japonés para "rendirse" al 8.º Ejército de Ruta para destruir la Liga desde dentro.
La Liga de Emancipación del Pueblo Japonés tuvo más de 20 sucursales en todas las Áreas Liberadas de China y poseía su propio estandarte.